# Lonchurus elegans
Lonchurus elegans es una especie de pez de la familia Sciaenidae en el orden Perciformes.

## Morfología
• Los machos pueden llegar alcanzar los 32 cm de longitud total.

## Alimentación
Come organismos  bentónicos, principalmente gusanos.

## Hábitat
Es un pez de clima tropical y demersal que vive hasta los 25 m de profundidad.

## Distribución geográfica
Se encuentra en el océano Atlántico occidental: desde Colombia hasta el Brasil.

## Uso comercial
Se comercializa fresco y en salazón.

## Observaciones
Es inofensivo para los humanos.